# 1965年ウィンブルドン選手権
1965年 ウィンブルドン選手権（1965ねんウィンブルドンせんしゅけん、The Championships, Wimbledon 1965）に関する記事。イギリス・ロンドン郊外にある「オールイングランド・ローンテニス・アンド・クローケー・クラブ」にて開催。

## シード選手

### 男子シングルス
1. ロイ・エマーソン　（優勝、大会2連覇）
2. フレッド・ストール　（準優勝）
3. ヤン＝エリック・ルンドクイスト　（2回戦）
4. デニス・ラルストン　（ベスト4）
5. ウィルヘルム・ブンゲルト　（3回戦）
6. ジョン・ニューカム　（4回戦）
7. トニー・ローチ　（2回戦）
8. ラファエル・オスナ　（ベスト8）

### 女子シングルス
1. マリア・ブエノ　（準優勝）
2. マーガレット・スミス　（優勝、2年ぶり2度目）
3. レスリー・ターナー　（ベスト8）
4. ナンシー・リッチー　（ベスト8）
5. ビリー・ジーン・モフィット　（ベスト4）
6. キャロル・グレーブナー　（2回戦）
7. アネッテ・バン・ジル　（試合開始前に棄権）
8. フランソワーズ・デュール　（4回戦）

### 男子ダブルス
1. ロイ・エマーソン＆ フレッド・ストール
2. ジョン・ニューカム＆ トニー・ローチ
3. デニス・ラルストン＆ ハミルトン・リチャードソン
4. ケン・フレッチャー＆ ボブ・ヒューイット

### 女子ダブルス
1. マーガレット・スミス＆ レスリー・ターナー
2. ビリー・ジーン・モフィット＆ マリア・ブエノ
3. キャロル・グレーブナー＆ ナンシー・リッチー
4. マドンナ・シャクト＆ アネッテ・バン・ジル

### 混合ダブルス
1. フレッド・ストール＆ レスリー・ターナー
2. ケン・フレッチャー＆ マーガレット・スミス
3. デニス・ラルストン＆ マリア・ブエノ
4. ニール・フレーザー＆ ヘルガ・シュルツェ

## 大会経過

### 男子シングルス
準々決勝
- ロイ・エマーソン vs.  キース・ディープラム　4-6, 6-3, 6-1, 6-1
- デニス・ラルストン vs.  マーティー・リーセン　3-6, 2-6, 6-4, 6-2, 6-2
- クリフ・ドリスデール vs.  アレン・フォックス　4-6, 6-2, 7-5, 7-5
- フレッド・ストール vs.  ラファエル・オスナ　11-13, 6-3, 6-1, 6-2

準決勝
- ロイ・エマーソン vs.  デニス・ラルストン　6-1, 6-2, 7-9, 6-1
- フレッド・ストール vs.  クリフ・ドリスデール　6-3, 6-4, 7-5

### 女子シングルス
準々決勝
- マリア・ブエノ vs.  ジェーン・アルバート　6-2, 6-2
- ビリー・ジーン・モフィット vs.  レスリー・ターナー　6-2, 6-1
- クリスティン・トルーマン vs.  ナンシー・リッチー　6-4, 1-6, 7-5
- マーガレット・スミス vs.  ユスチナ・ブリッカ　6-3, 6-0

準決勝
- マリア・ブエノ vs.  ビリー・ジーン・モフィット　6-4, 5-7, 6-3
- マーガレット・スミス vs.  クリスティン・トルーマン　6-4, 6-0

## 決勝戦の結果
男子シングルス
- ロイ・エマーソン vs.  フレッド・ストール　6-2, 6-4, 6-4

女子シングルス
- マーガレット・スミス vs.  マリア・ブエノ　6-4, 7-5

男子ダブルス
- ジョン・ニューカム＆ トニー・ローチ vs.  ケン・フレッチャー＆ ボブ・ヒューイット　7-5, 6-3, 6-4

女子ダブルス
- ビリー・ジーン・モフィット＆ マリア・ブエノ vs.  フランソワーズ・デュール＆ ジャニーヌ・リーフリッヒ　6-2, 7-5

混合ダブルス
- ケン・フレッチャー＆ マーガレット・スミス vs.  トニー・ローチ＆ ジュディ・テガート　12-10, 6-3